# Антонин Майе
Антонин Майе (на френски: Antonine Maillet) е канадска преподавателка, драматург и писателка на произведения в жанра исторически и съвременен роман. Определяна е като „душата на съвременната акадианска литература“.

## Биография и творчество
Антонин Майе е родена на 10 май 1929 г. в Боктуш, Ню Брънзуик, Канада, в семейството на учителите и патриоти акадианци Леонид Майе и Виржини Корние. Има пет сестри и трима братя, и е едно от най-малките деца в семейството.
След гимназията завършва Университета на Монктон с бакалавърска степен по изкуства през 1950 г. В университета е редактор на студентския вестник. След дипломирането си влиза в Конгрегацията на Дева Мария на Светото сърце, приема името сестра Мери Грегъри, и в периода 1954 – 1960 г. преподава в Университета на Монктон, като едновременно получава магистърска степен по изкуства през 1959 г.
Заедно с работата си започва да пише. Първата ѝ пиеса „Poire-Acre“ е поставена през 1958 г. и е удостоена с награда на Националния драматичен фестивал.
Първият ѝ роман „Pointe-aux-Coques“ е публикуван през 1958 г. Удостоен е с наградата „Шамплен“ за френскоезична литература.
През 1961 г. отново следва литература в Университета на Монреал като през 1963 г. където получава бакалавърска степен през 1962 г. и магистърска степен през 1963 г. с дипломна работа за писателката Габриел Рой. В периодите 1963 – 1964 г. и 1969 – 1970 г. получава стипендия и прави изследвания на френската литература в Париж, за творчеството на Франсоа Рабле и за връзките с френските акадианци. Пътешества из Близкия изток и Африка.
През 1970 г. получава докторска степен по литература от Университета Лавал за изследване на адианския фолклор. Преподава литература и фолклор в Лавал в периода 1971 – 1974 г., а в периода 1974 – 1975 г. преподава литература в Монреал. По-късно работи като сценарист и водещ за Радио Канада в Монктон. През 1983 г. е гостуващ преподавател в Университета на Калифорния в Бъркли, и в Държавния университет на Ню Йорк в Олбани през 1985 г.
От 1975 г. посвещава на писателската си кариера.
През 1979 г. е издаден романът ѝ „Пелагия Каручката“, който е вдъхновен от историята и фолклора на акадианците. Удостоен е с наградата „Гонкур“, а писателката е първият и единствен автор извън Европа получил тази награда.
Удостоена с над 30 почетни степени „доктор хонорис кауза“ от университети в Канада, САЩ, Франция и Италия. На нейно име е учредена литературна награда за постижения и развитие на акадианската литература.
Антонин Майе живее в Монреал, Квебек.

## Произведения
- Pointe-aux-Coques (1958)
- On a mangé la dune (1962)
- Les Crasseux (1968)
- La Sagouine (1971)
- Rabelais et les traditions populaires en Acadie (1971)
- Don l'Orignal (1972) – Национална награда за литература
- Par derrière chez mon père (1972)
- Gapi et Sullivan (1973)
- Mariaagélas (1973)
- La Veuve enragée (1977)
- Les Cordes-de-bois (1977)
- Le Bourgeois Gentleman (1978)
- Pélagie-la-Charrette (1979) – награда „Гонкур“
Пелагия Каручката, изд.: „Георги Бакалов“, Варна (1983), прев. Симеон Хаджикосев
- La Contrebandière (1981)
- Les Drolatiques, Horrifiques et Épouvantables Aventures de Panurge, ami de Pantagruel (1981)
- Crache à pic (1984)
- Garrochés en paradis (1986)
- Le Huitième Jour (1986)
- Margot la folle (1987)
- L'Oursiade (1990)
- William S. (1991)
- Les Confessions de Jeanne de Valois (1992)
- La Nuit des rois (1993)
- La Fontaine ou la Comédie des animaux (1995)
- Le Chemin Saint-Jacques (1996)
- L'Île-aux-Puces (1996)
- Chronique d'une sorcière de vent (1999)
- Madame Perfecta (2002)
- Pierre Bleu (2006)
- Le Mystérieux voyage de Rien (2009)
- Fais confiance à la mer, elle te portera (2010)

### Пиеси
Poire-Acre (1958)
Les Jeux des enfants sont faits (1960) – пиеса

### Детска литература
- Christophe Cartier de la Noisette (1981)

### Екранизации
- 1975 La sagouine – ТВ сериал
- 1982 Gapi
- 2002 Séraphin: un homme et son péché
- 2006 La sagouine – ТВ сериал, 12 серии диалог